# Холице (Дунајска Стреда)
Холице (слч. Holice, мађ. Gelle) насељено је мјесто са административним статусом сеоске општине (слч. obec) у округу Дунајска Стреда, у Трнавском крају, Словачка Република.

## Становништво
| Година:    | 1994. | 2004.   | 2014.   | 2024.    |
| ---------- | ----- | ------- | ------- | -------- |
| Број људи: | 1813  | 1825    | 1945    | 2143     |
| Разлика:   |       | +0,66 % | +6,57 % | +10,17 % |

| Година:    | 2023. | 2024.   |
| ---------- | ----- | ------- |
| Број људи: | 2155  | 2143    |
| Разлика:   |       | -0,55 % |

Према подацима о броју становника из 2011. године насеље је имало 1.905 становника.